# Pojo
Pojo è un comune (municipio in spagnolo) della Bolivia nella provincia di Carrasco (dipartimento di Cochabamba) con 20 654 abitanti (dato 2010).

## Cantoni
Il comune è suddiviso in 9 cantoni:
- Chalguani
- Chuquiomo
- Duraznillo
- Guarayos
- Mamoré
- Palca
- Pojo
- Real
- Rodeo